# Tweede wet van Gossen
De tweede wet van Gossen, wet van de nivellering van het grensnut of wet van de nutsmaximalisatie is de stelling dat de consument zijn inkomen optimaal besteedt en dus goederen aankoopt waarbij de verhouding van het marginale nut {\displaystyle MN} tot de prijs {\displaystyle P} het grootst is. De economische wet werd geformuleerd door de Duitse econoom Hermann Heinrich Gossen. Deze publiceerde zijn eerste en tweede wet in het werk Entwicklung der Gesetze des menschlichen Verkehrs und der daraus fliessenden Regeln für menschliches Handeln.
Het marginale nut van duurdere producten is groter dan dat van minder dure producten. Bij een optimale goederencombinatie is het additionele nut van elke laatst aangekochte eenheid van de verschillende goederen gedeeld door de prijs gelijk. Voor twee goederen 1 en 2 geldt:
{\displaystyle {\frac {MN_{1}}{P_{1}}}={\frac {MN_{2}}{P_{2}}}}
of alternatief
{\displaystyle {\frac {MN_{1}}{MN_{2}}}={\frac {P_{1}}{P_{2}}}}
Als het linkerlid groter is dan het rechter, zal de consument meer consumeren van goed 1 en minder van goed 2. Volgens de eerste wet van Gossen zal het marginaal nut van product 1 dan dalen en van product 2 stijgen. Op die wijze wordt de verhouding van de marginale nuttigheden (linkerlid van de vergelijking) kleiner en wordt de evenwichtsvoorwaarde bereikt.
Als bekendste voorbeeld hiervoor wordt de consumpties van een pint en een glas cola gebruikt. Als het marginale nut van het glas cola die van het bier overschrijdt, zal meer cola worden gedronken en minder bier. Maar volgens de  Eerste wet van Gossen neemt het marginale nut van cola of bier drinken af, naarmate je er in korte tijd meer van drinkt.